# Judy Amoore
Judy Amoore, född 25 juni 1940 i Melbourne, är en före detta australisk friidrottare.
Amoore blev olympisk bronsmedaljör på 400 meter vid sommarspelen 1964 i Tokyo.